# Sankt Pers kyrka, Uppsala
Sankt Pers kyrka är en kyrkobyggnad i Uppsala i Uppsala stift. Den ligger i nordöstra delen av centrala Uppsala i stadsdelen Kvarngärdet och är den modernaste distriktskyrkan i Uppsala domkyrkoförsamling. Kyrkan ligger mitt i området Kvarngärdet och finns norr om Kvarntorget där S:t Olofsgatan slutar. Kyrkan färdigställdes och invigdes 1987 och är den tredje i Uppsala som bär namnet Sankt Pers kyrka.

## Medeltida Sankt Per
Första kyrkan uppfördes troligen vid mitten av 1200-talet och låg i centrala Uppsala på samma plats där S:t Persgallerian numera ligger. Under 1400-talet utvidgades kyrkan med korsarmar och fick då också ett torn. Vid en brand 1473 skadades kyrkan. Kort därefter tillkom kalkmålningar av Albertus Pictor (eller från hans målarskola). När den stora stadsbranden bröt ut år 1543 raserades kyrkan fullständigt. Murarna kom att bli byggnadsmaterial till Uppsala slott som Gustav Vasa lät uppföra. Några synliga rester finns inte längre kvar av denna kyrkobyggnad. 
Ganska betydande rester fanns dock kvar fram till 1960-talet. Sakristian visade sig vara inbyggd i ett hus som revs i samband med uppförandet av S:t Persgallerian. Flera gravstenar från sent 1500-tal visade att kyrkogården fortsatt var i bruk även sedan kyrkan rivits. Frågan om ett eventuellt bevarande dryftades, men som det då stod mellan att bevara Celsiushuset och resterna efter Sankt Pers kyrka – båda byggnaderna ansågs det inte finnas resurser att bevara – föll valet på den förra byggnaden.
Vid invigningen av nuvarande Sankt Pers kyrka skänktes en sten från den medeltida kyrkan. Stenen ligger för närvarande på golvet under altaret.

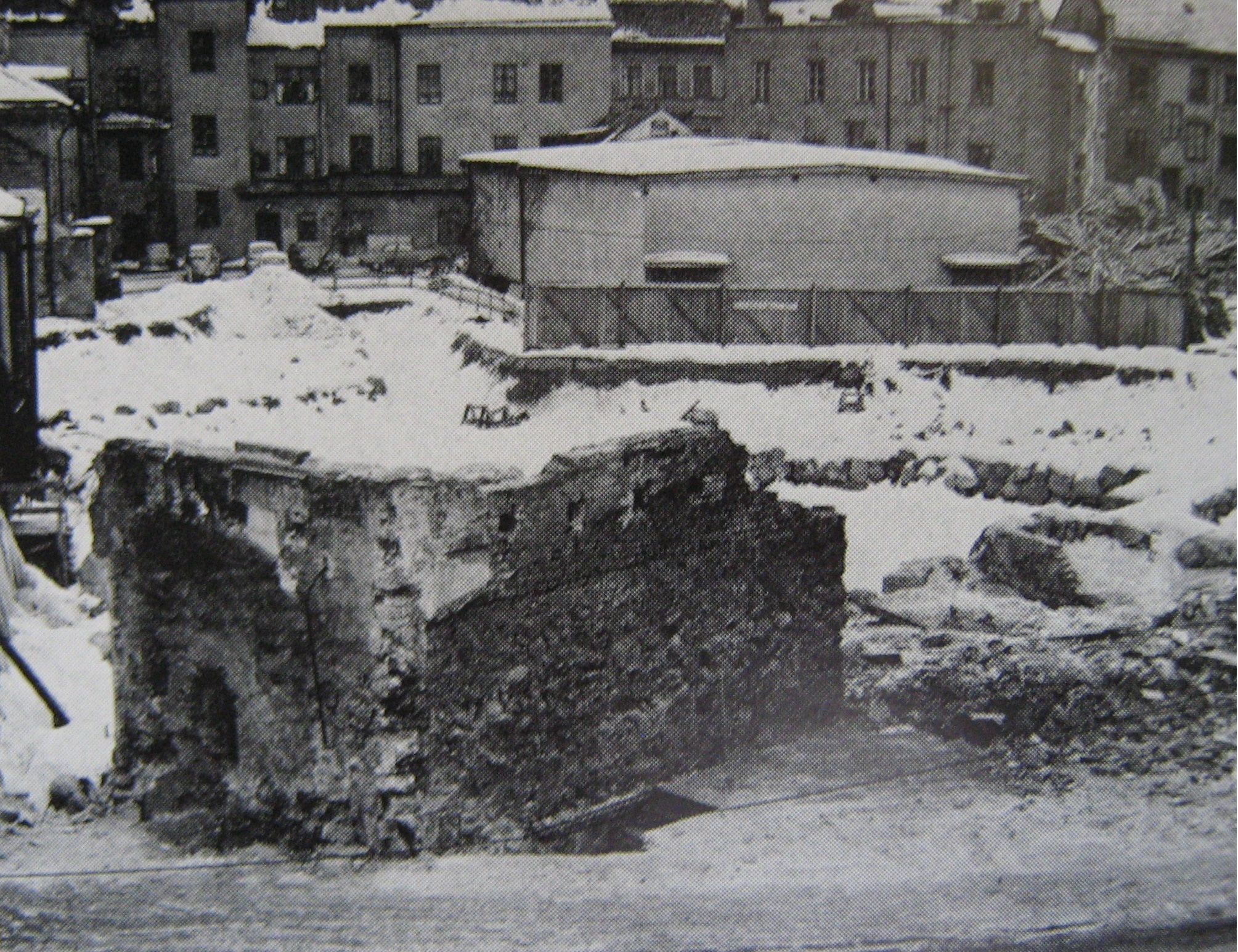
Sakristian till Sankt Pers kyrka under uppförandet av S:t Persgallerian i slutet av 1960-talet.

## Vandringskyrkan Sankt Per
Andra kyrkan var en vandringskyrka som uppfördes 1967 på ungefär samma plats där den nuvarande kyrka ligger. När Kvarngärdet bebyggdes köpte Uppsala kyrkliga samfällighet en tomt i mitten av området. För att snabbt få en kyrka på plats fattade samfälligheten beslutet att köpa en monteringsbar träkyrka. Kyrkan levererades av Oresjö Sektionshus AB och invigdes 1967 av ärkebiskop Ruben Josefsson. År 1975 lät man, i anslutning till kyrkan, bygga till ett församlingshem. Kyrkorummet var godkänt för 80 besökare, men under mitten av 1980-talet låg besökarantalet ofta på det dubbla. Kyrkan hade blivit för trång och dessutom fanns en del tekniska brister vilket ledde till att man diskuterade ifall man skulle bygga om kyrkan eller bygga en helt ny kyrka. Man valde det senare alternativet och lät uppföra en ny och större kyrka i betong. Vandringskyrkan monterades ned, flyttades och återuppbyggdes i Örbyhus, där den invigdes 1988. Än idag finns den kvar där och heter Örbyhus kyrka.

## Nuvarande Sankt Per
Tredje och nuvarande kyrka ritades av Kerstin Ferner med assistans av Elaine Rydberg. Församlingshemmets lokaler som hörde till den tidigare vandringskyrkan kom att ingå i det nya byggnadskomplexet. Domprost Clarence Nilsson tog det första spadtaget 18 januari 1987, och på tredje söndagen i advent samma år (som då inföll 13 december) invigdes kyrkan av ärkebiskop Bertil Werkström.
Vid byggnadens södra sida finns huvudentrén som leder in i en vestibul. Ifrån vestibulen når man på västra sidan sakristian, på norra sidan kyrksalen och på östra sidan församlingslokalerna. Själva kyrksalen är orienterad i nord-sydlig riktning med koret i norr och ingången i söder. Grundplanen är sexkantig där kor- och entréväggar är kortare än övriga fyra väggar. Vid sydöstra långväggen finns portar till en intilliggande samlingssal. Genom att öppna portarna kan man fördubbla kyrkorummets lokalyta.

## Inventarier
- På den blåmålade väggen vid dopfunten hänger en träskulptur, tillverkad av Eva Spångberg, föreställande jungfru Maria med Jesusbarnet. Skulpturen är inramad med en mandorla belagd med bladguld.
- Altaret och dopfunten har övertagits från den tidigare vandringskyrkan. De är numera blålaserade för att harmoniera med det blå Maria-temat..
- Ovanför altaret hänger en altartavla som är en mald relief, utförd som en triptyk. Altartavlan tillverkades av Eva Spångberg, invigdes 1982 och fanns i den tidigare vandringskyrkan.
- Bredvid altaret har triumfkrucifixet sin placering. Kristusfiguren har gyllene krona och mässhake och visar Kristus som konung och överstepräst. Krucifixet tillverkades av Eva Spångberg.
- På korväggen ovanför altartavlan sitter ett högt vitmålat kors av plåt.
- Predikstolen och kyrkbänkarna är nyanskaffade till nuvarande kyrkobyggnad.

### Orgel
- 1968 byggde Grönlunds Orgelbyggeri AB, Gammelstad en orgel med 4 stämmor, en manual och bihängd pedal. Orgeln flyttades från gamla kyrkan till den nuvarande kyrkan och 1990 till Sankt Olofs kyrka, Uppsala.
- Den nuvarande orgeln byggdes 1990 av Robert Gustavsson Orgelbyggeri AB, Härnösand och invigdes på pingstdagen 1990.  Den är mekanisk med slejflådor, och tonomfånget är på 56/30. Orgeln har en cymbelstjärna.

| Huvudverk I   | Bröstverk II      | Pedal              | Koppel  |
| Principal 8'  | Trägedackt 8´     | Subbas 16´         | I/P     |
| Gemshorn 8'   | Quintadena 4'     | Octavbas 8'        | II/P    |
| Octavflöjt 4' | Täckflöjt 2'      | Dulcian 16' (tr I) | II/I    |
| Nasat 3'      | Sedecima 1'       | Trumpet 8'         | II 4'/P |
| Octava 2'     | Vox humana 8'     |                    |         |
| Ters 1 3⁄5'   | Tremulant         |                    |         |
| Mixtur II-III | Crescendosvällare |                    |         |
| Dulcian 16'   |                   |                    |         |

## Exteriör
Utanför kyrkan vid entréns östra sida sträcker sig en mur söderut och bildar en sydlig länga som avslutas med ett klocktorn. Direkt öster om längan, precis utanför entrén, finns en vändplats för bilar.
Taken på kyrkokomplexet är av gråmålad plåt medan murarna är av ljusrött tegel med kraftiga cementfogar.

## Bildgalleri

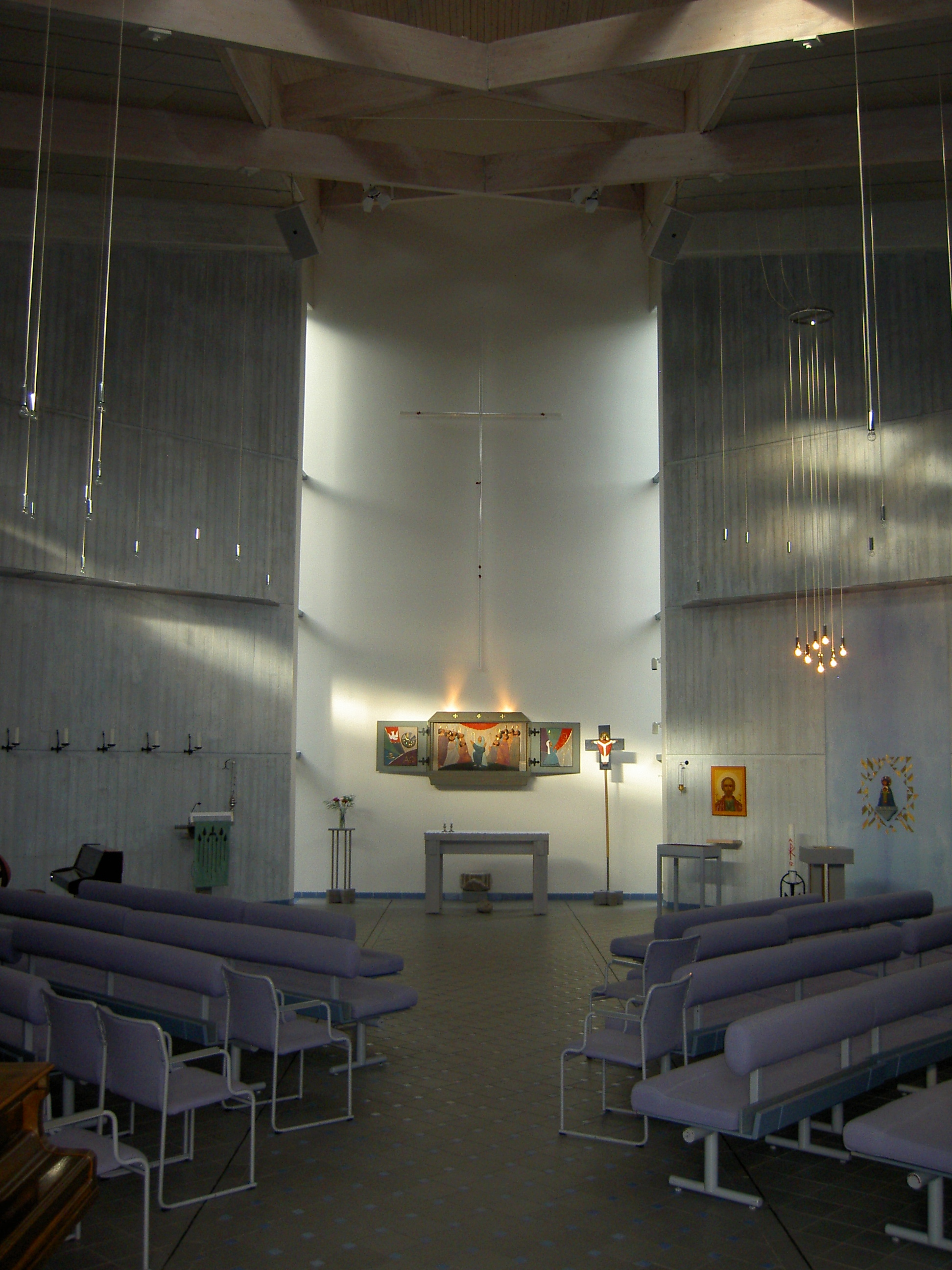
Kyrksal i nuvarande kyrkobyggnad.
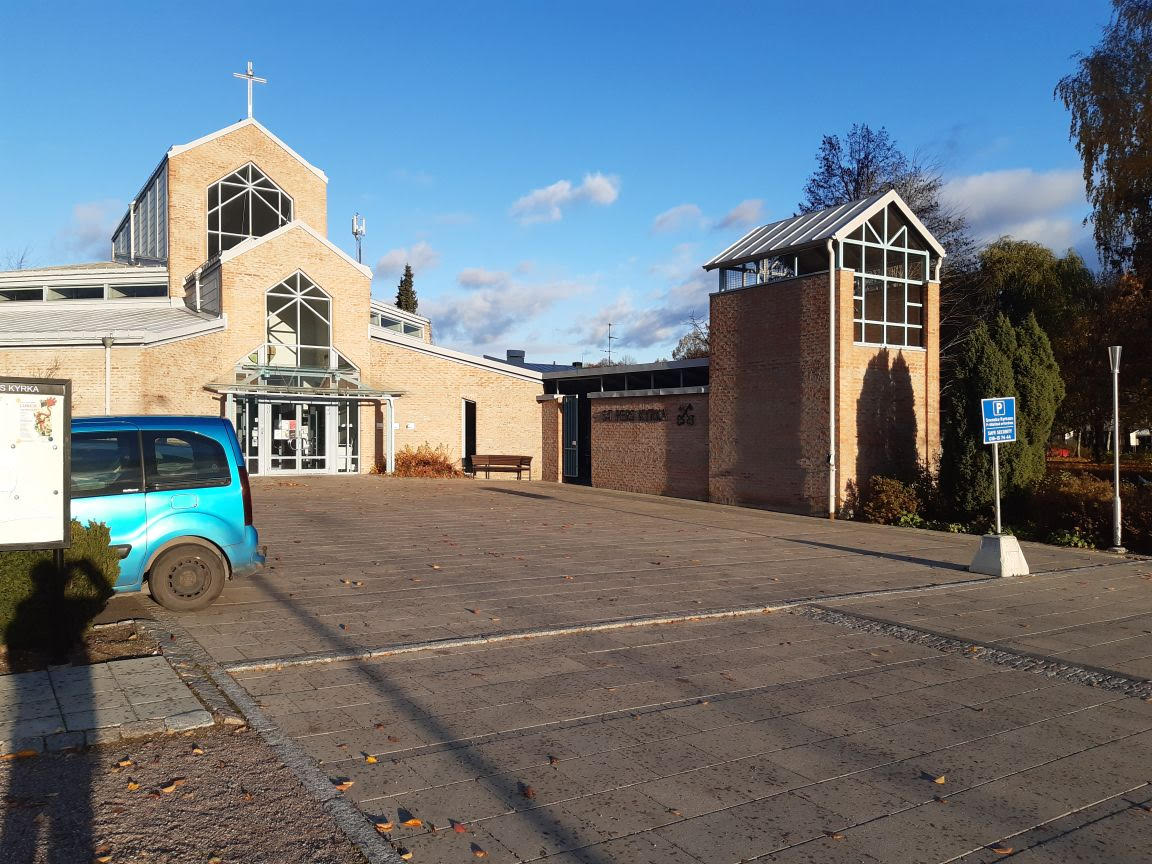
Sankt Pers kyrka fotograferad i oktober 2019.